# 大阪市立環境学習センター

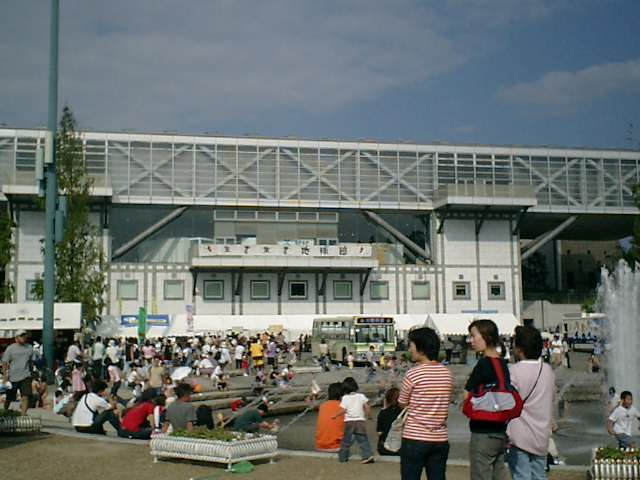
本館（旧・国際陳列館）

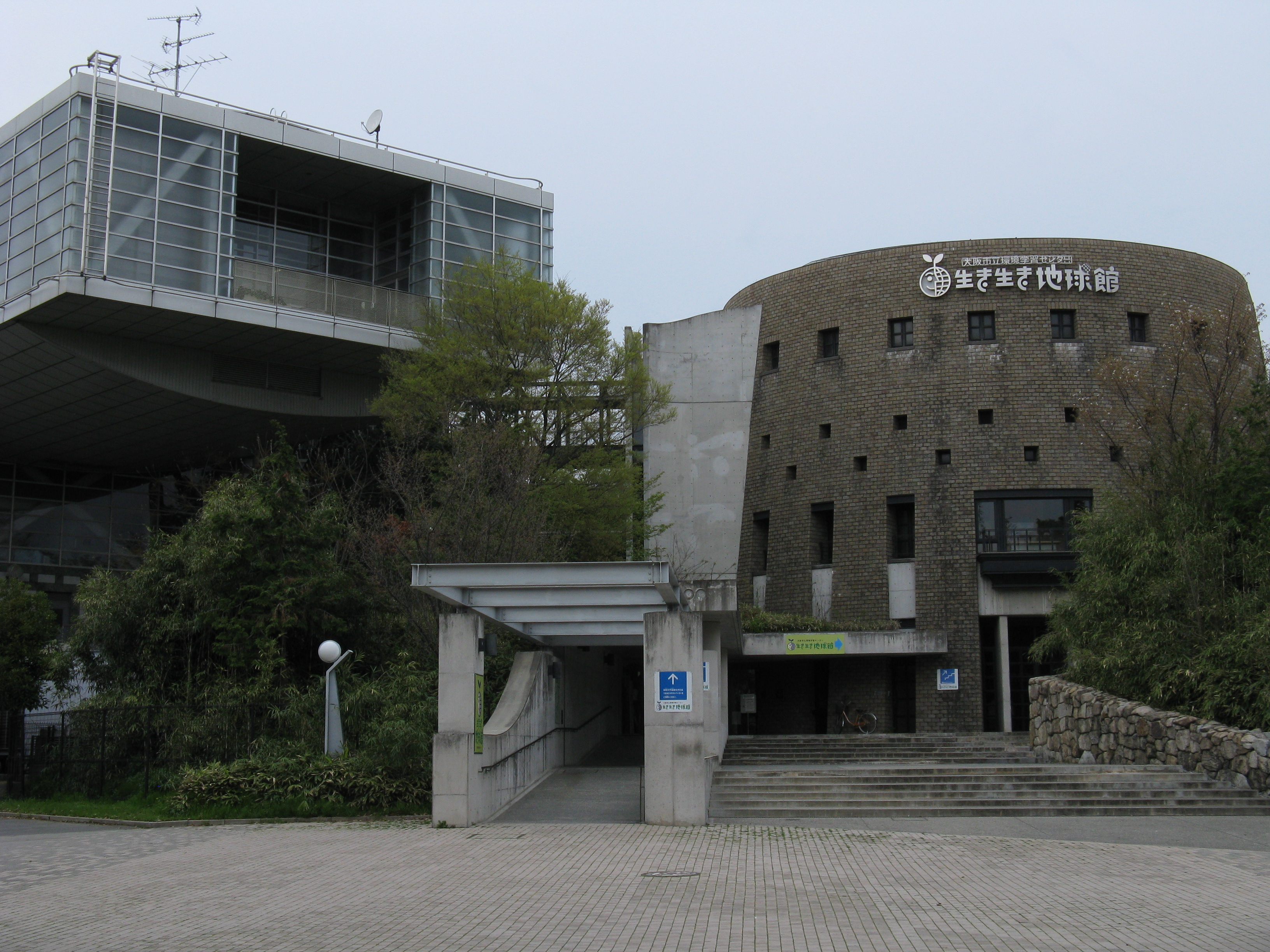
別館

大阪市立環境学習センター（おおさかしりつかんきょうがくしゅうセンター）は、大阪市鶴見区にあった大阪市都市環境局所管の環境教育施設。愛称は生き生き地球館。2014年3月30日で閉鎖された。

## 概要
環境問題についてわかりやすく学ぶことを目的とした施設だった。本館と別館の2棟の建物には、それぞれ環境問題に関する展示室や研修室などが設置されていた。また屋外には自然体験観察園も設置している。
大阪ガスビジネスクリエイトが指定管理者として、大阪市から委託されて運営していた。入場料は無料だった。

## 施設
1990年に開催された国際花と緑の博覧会では国際陳列館として利用された建物の3～4階部分を本館、博覧会後に国際陳列館の南側で新たに建設された建物を別館として利用していた。展示室、研修室、図書室、シアター、自然体験観察園などがあった。

## 廃止
大阪市の行財政改革の一環として廃止が決まった。また、同センターは市東部に位置しており、地域的な偏りが生じていること、展示等は固定的になりがちなで常にタイムリーな内容を維持することが難しいことなども廃止の理由に挙げられた。2014年3月30日で閉鎖された。
なお、自然体験観察園は引き続き農事体験講座などで活用されている 。
大阪市は、本館跡建物の利活用方法についてのマーケット・サウンディング（市場調査）を、民間事業者に公募することで実施中である 。

## 所在地
大阪府大阪市鶴見区緑地公園2番135号
（花博記念公園鶴見緑地内）

## 交通アクセス
- Osaka Metro長堀鶴見緑地線 鶴見緑地駅